# Walter Glechner
Walter Glechner (12 februari 1939 – 29 januari 2015) was een Oostenrijks profvoetballer.
Glechner begon zijn professionele carrière bij Rapid Wien in 1959, toen Ernst Happel geblesseerd geraakte. Dat jaar pakte Rapid Wien ook de titel. In 1961 speelde Glechner de halve finale van de Europacup I. Ook in 1969 geraakte de ploeg ver door door te stoten naar de kwartfinale van de Europacup I. Glechner verliet de club in 1971 na 12 seizoenen en 257 wedstrijden. In 1971 tekende hij voor SV Admira Wiener Neustadt uit de tweede afdeling. In dat jaar speelde de ploeg kampioen en kwam in 1972 uit in de hoogste afdeling. In 1974 sloot Glechner zijn carrière af bij amateurclub Hütte Krems.
Glechner speelde 35 keer voor zijn land en scoorde hierin 1 doelpunt. Glechner overleed op 75-jarige leeftijd in 2015.

## Statistieken
| Seizoen         | Club                      | Land            | Competitie      | Wedstrijden | Doelpunten |
| --------------- | ------------------------- | --------------- | --------------- | ----------- | ---------- |
| 1959–1971       | Rapid Wien                | Oostenrijk      | Bundesliga      | 257         | 8          |
| 1971-1974       | SV Admira Wiener Neustadt | Oostenrijk      | Eerste Divisie  |             |            |
| Carrière totaal | Carrière totaal           | Carrière totaal | Carrière totaal | 257         | 8          |